# Faro de Maspalomas
El faro de Maspalomas es un faro situado en la isla de Gran Canaria (Canarias, España) que se encarga de balizar para la navegación marítima las costas del sur de la isla, en la franja de litoral que abarca desde la zona cubierta por el faro de Punta de Arinaga, al noreste, y el faro de Punta del Castillete, ubicado al noroeste.

## Obras y equipamiento
Este faro es una construcción concebida por el ingeniero Juan León y Castillo como un conjunto luminoso constituido por dos cuerpos principales, la casa del torrero y la torre. La vivienda, de planta rectangular, fue desarrollada a partir de una idea tradicional como es el patio canario, pero las cuatro fachadas del inmueble están socorridas por la moda ecléctica del periodo en que fue construido. La vivienda, adosada a la base de la torre, actúa como zócalo que contrarresta los empujes de la misma.
La decisión de construir un faro en Maspalomas data de 1861 pero no es hasta 1884 cuando se encarga a Juan de León y Castillo la redacción del proyecto. Las obras duraron hasta 1889 y el faro emitió su primer destello luminoso en la noche de su puesta en funcionamiento, el 1 de febrero de 1890.

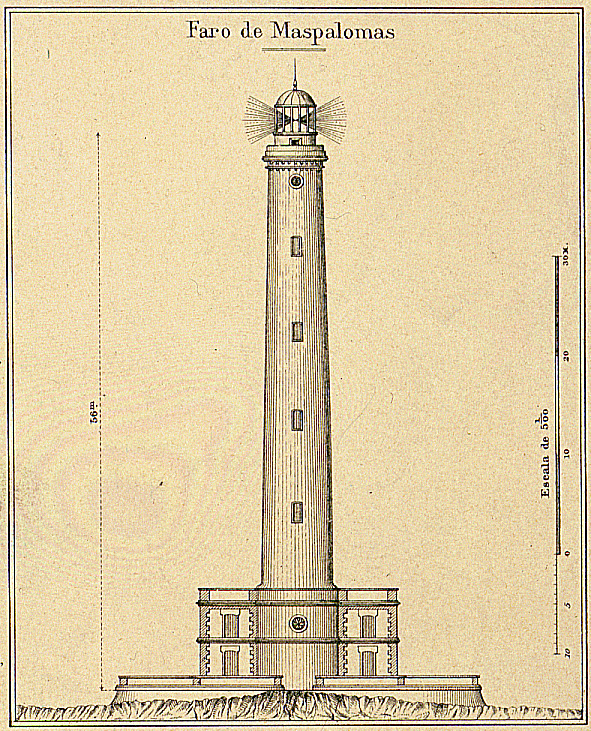
Alzado del faro (1895).

La torre, presentada al mar, en la parte sur del conjunto, es un cilindro troncocónico que cuenta con un diámetro medio en el cuerpo superior de 6,20 metros, una altura de 54,70 metros y en su culmen se ubica la linterna, con lo que el conjunto alcanza una altura de 60 m s. n. m. Cuenta con diseño de fuste clásico cuya sección va disminuyendo conforme se acerca a su capitel, rematado con anillos y mútulos. En su fachada dispone de una sucesión en altura de alargados huecos verticales, que dan luz a la escalera de subida a la linterna y, en lo alto, bajo el capitel, una pequeña luminaria vidriada cuya finalidad es más bien ornamental. El color de la torre es gris azulado, propio de la sillería con la que está construida en su totalidad. 
La linterna es una cúpula de cristal de 3,7 metros de diámetro, cubierta en su parte superior. Dentro de ella se albergan las ópticas, los reflectores y la lámpara halógena de 1000 vatios, que emite una luz de color blanco a razón de un grupo de un destello lento con una frecuencia 1+2 de 13 segundos entre grupos. Los destellos tienen un alcance nominal nocturno de 19 millas náuticas.
El faro se encuentra enclavado en la Punta de Maspalomas, al final de la playa de Maspalomas, junto al campo dunar, charco y oasis del mismo nombre; zona turística por excelencia del sur de la isla de Gran Canaria. Es el faro más popular de cuantos hay en Canarias, considerado como un símbolo emblemático y uno de los monumentos más conocidos de Gran Canaria y del municipio de San Bartolomé de Tirajana. Además de ser reconocido como Bien de Interés General, se trata de uno de los faros más antiguos que se mantienen en funcionamiento en las Islas Canarias.
Se encuentra totalmente automatizado y funciona mediante energía eléctrica convencional conectado a la red pública. Dispone de dependencias anexas a pie de torre, en un edificio de dos plantas de estilo ecléctico. Este edificio se encuentra adosado a la torre por su lado norte y se trata de una construcción rectangular y simétrica en la disposición de sus puertas y ventanas, cuyos perímetros están perfilados en cantería. Sus esquinas y una cornisa que remata toda su parte superior, también hacen uso de la sillería para armonizar el conjunto. Sobre la entrada al edificio encontramos un pequeño balcón en madera de tea y en el interior un patio sirve como distribuidor para dar acceso a todas las estancias y a la propia torre. En ellas se encuentran las diferentes dependencias, almacenes y cuarto de que disponía el farero; así como un grupo electrógeno y las correspondientes baterías para garantizar el funcionamiento en caso de desconexión o fallo en la red eléctrica.

## El faro como símbolo y usos futuros
El perfil del Faro de Maspalomas es muy característico y se integra en la nueva urbanización turística de Meloneras que le es próxima y puede distinguirse desde otros lugares del sur de Gran Canaria como el Campo Internacional o Playa del Inglés. La silueta del faro y de las Dunas de Maspalomas constituyen un icono único que sirve para reconocer en todo el mundo la marca Maspalomas Costa Canaria como destino turístico singularizado. 
El Faro de Maspalomas ha sido declarado en 2005 por el Gobierno de Canarias, Bien de Interés Cultural en la categoría de Monumento Histórico. Su área de protección es de 5225,72 metros cuadrados a lo largo de un perímetro de 318,15 metros lineales.
Con motivo de las fiestas navideñas de 2005, el faro fue engalanado, por primera vez en su historia, con luces de Navidad. Las micro-bombillas fueron colocadas por el Ayuntamiento de San Bartolomé de Tirajana a lo largo de toda la torre, consiguiendo realzar su altura y vistosidad tanto en la distancia, como desde el enclave turístico de Meloneras.
Desde el año 2007 parte de las dependencias del faro se destinan a usos culturales puntuales y está previsto ubicar en ellas un pequeño centro cultural de carácter permanente.
En 2011 y tras la renuncia del Ayuntamiento de San Bartolomé a la concesión que tenía, se firmó un acuerdo de nueva concesión entre Puertos del Estado y Cabildo de Gran Canaria, interesado en albergar en él un Centro de Interpretación Etnográfica, una tienda de artesanía y un punto de información turística. La Fundación para la Etnografía y el Desarrollo de la Artesanía Canaria (FEDAC), como organismo autónomo del Cabildo de Gran Canaria, tiene encomendada la licitación de las obras y la puesta en marcha de dicho Centro.
En febrero de 2019, el Faro de Maspalomas reabrió al público tras diez años cerrado. A la espera de que el proyecto museográfico para el Centro de Interpretación Etnográfica sea adjudicado y ejecutado, el Faro de Maspalomas podrá visitarse con una exposición de oficios artesanos en el contexto de las casas rurales de Gran Canaria junto a objetos de uso cotidiano hasta mediados del siglo XX. También cuenta con productos contemporáneos del sector textil inspirados en técnicas de la artesanía tradicional. Además, cuenta con una casa de muñecas de 1930 con diecisiete habitaciones.

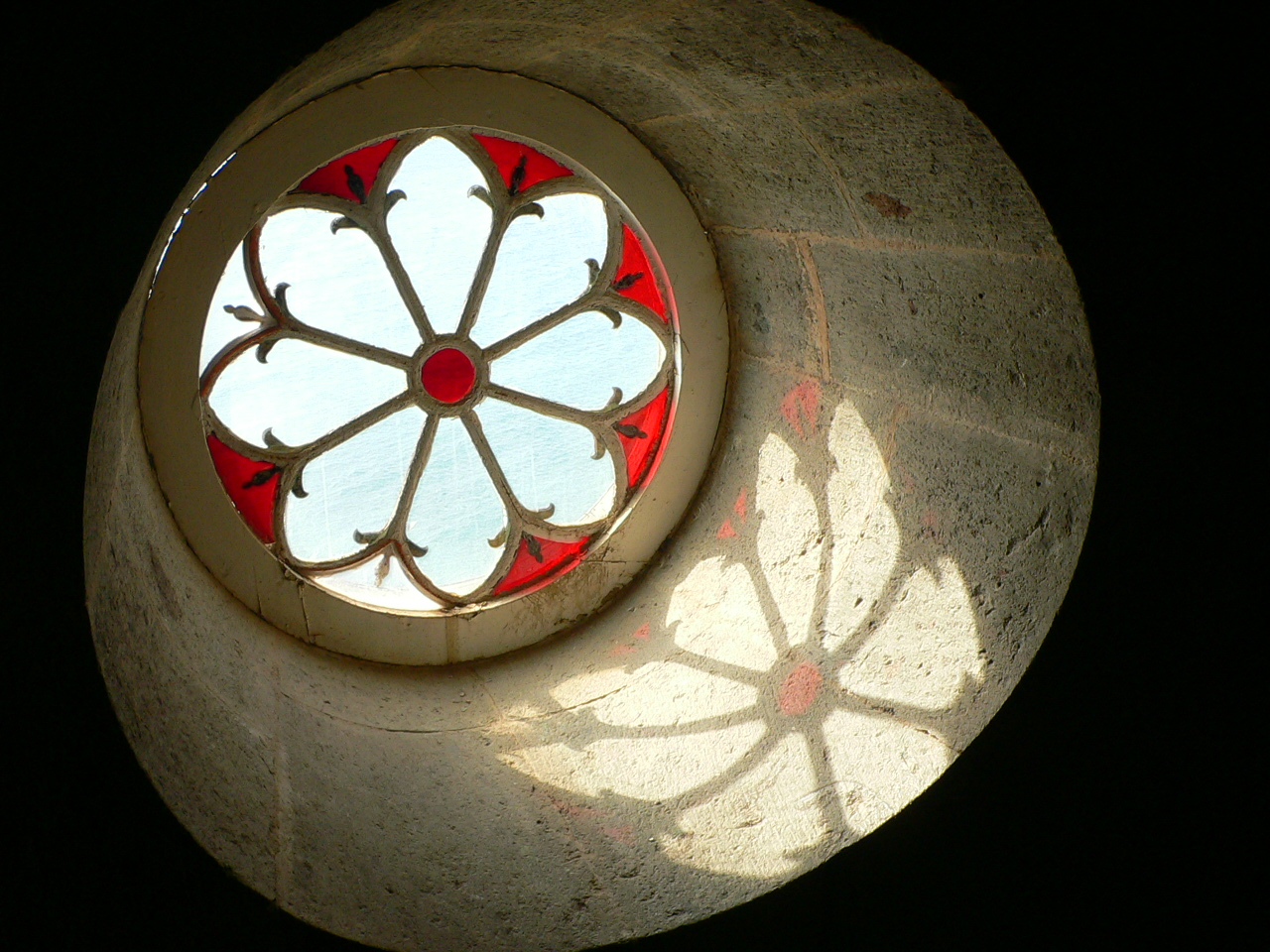
Detalle de vidriera.
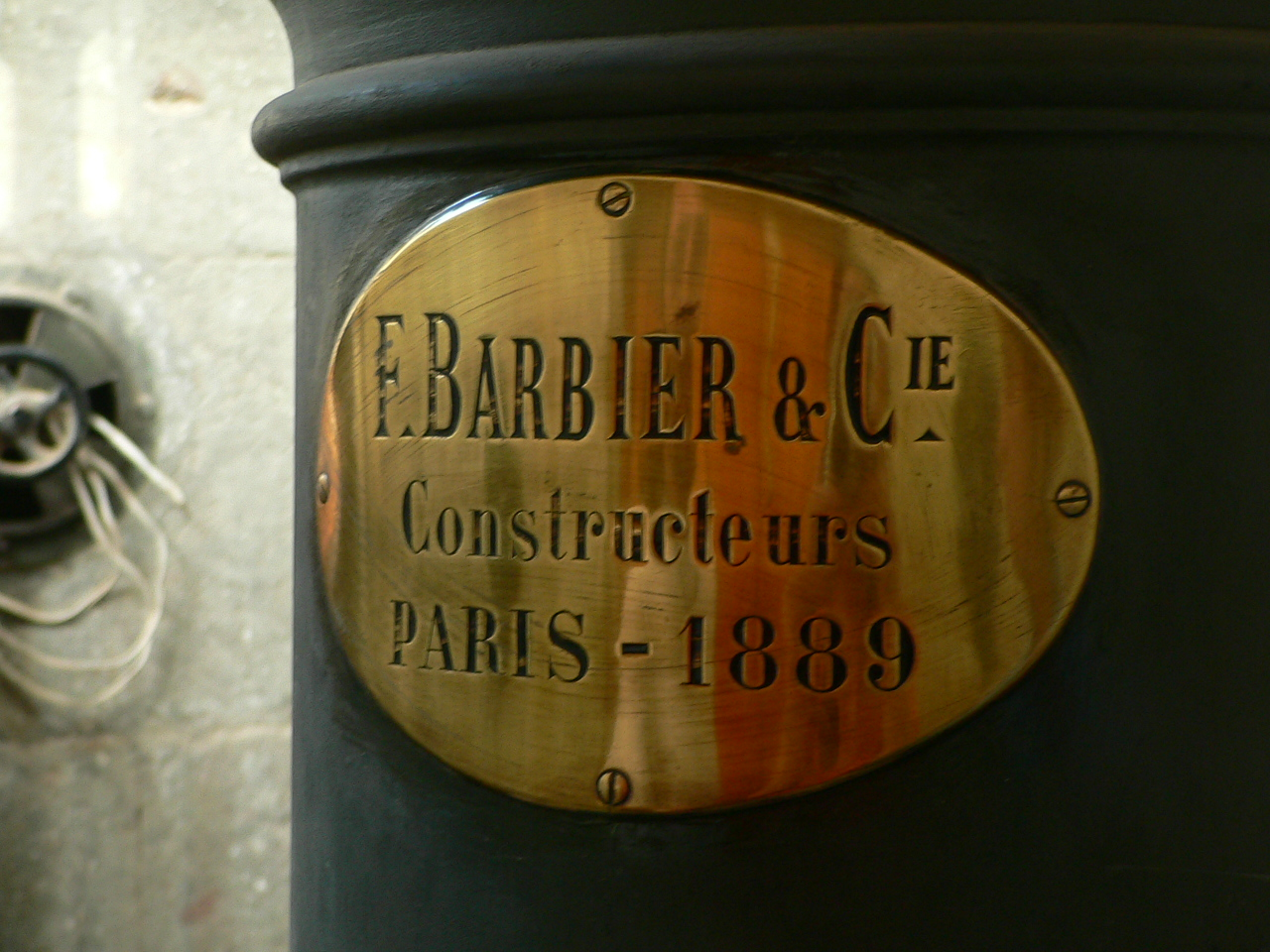
Detalle del basamento del cuerpo óptico.
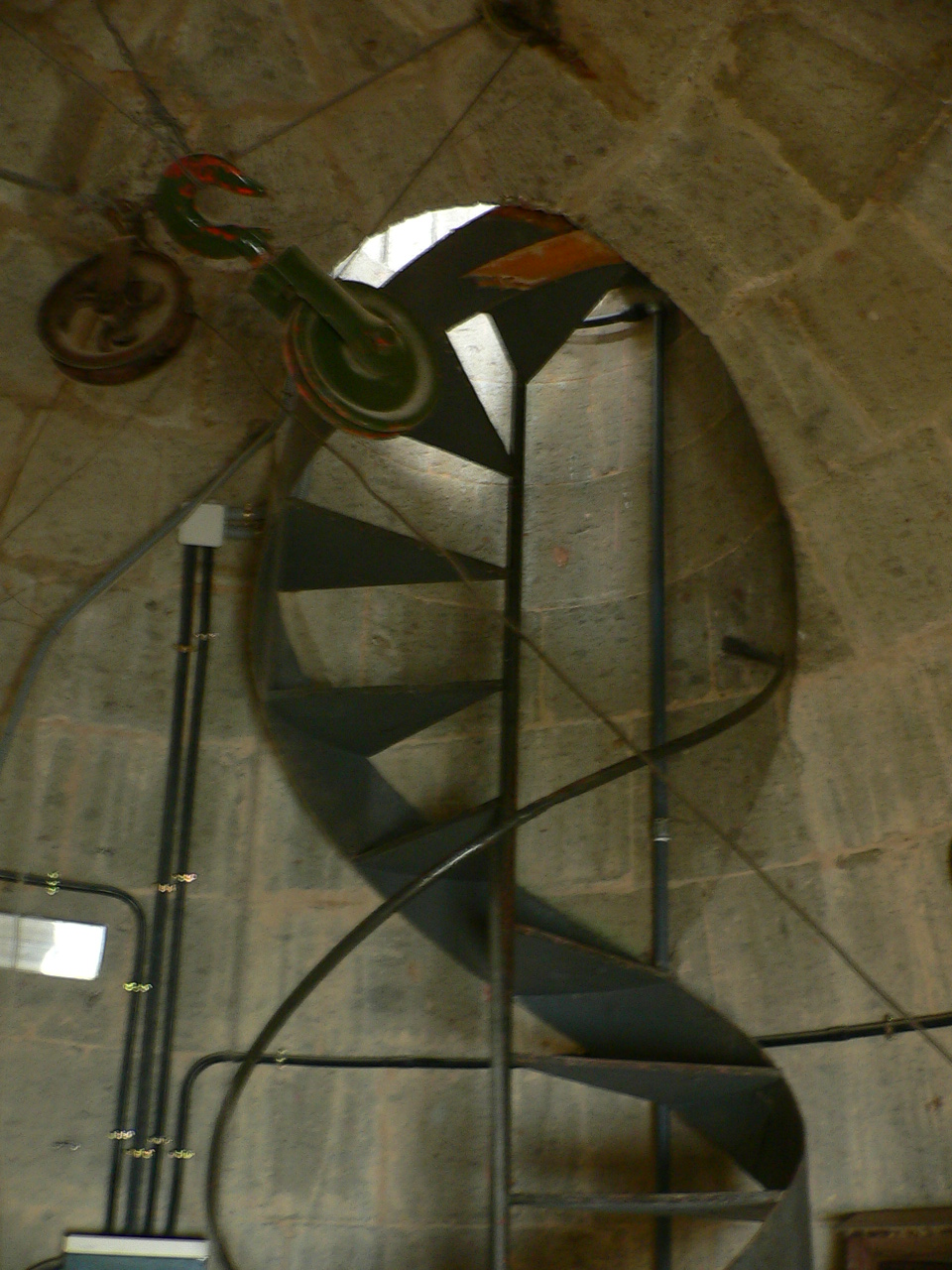
Escalerilla de acceso a la linterna desde la cámara de servicio.
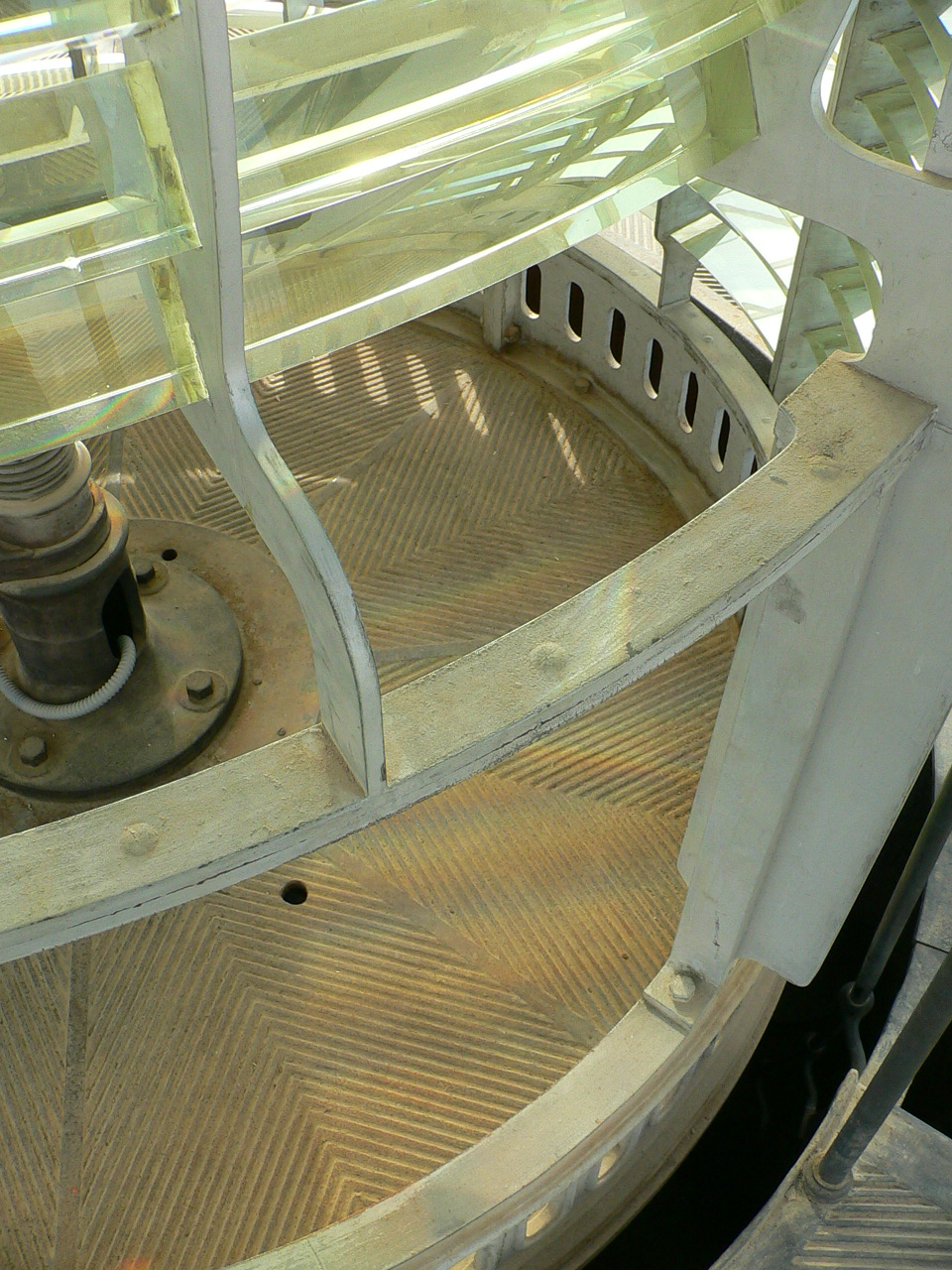
Detalle de la óptica.
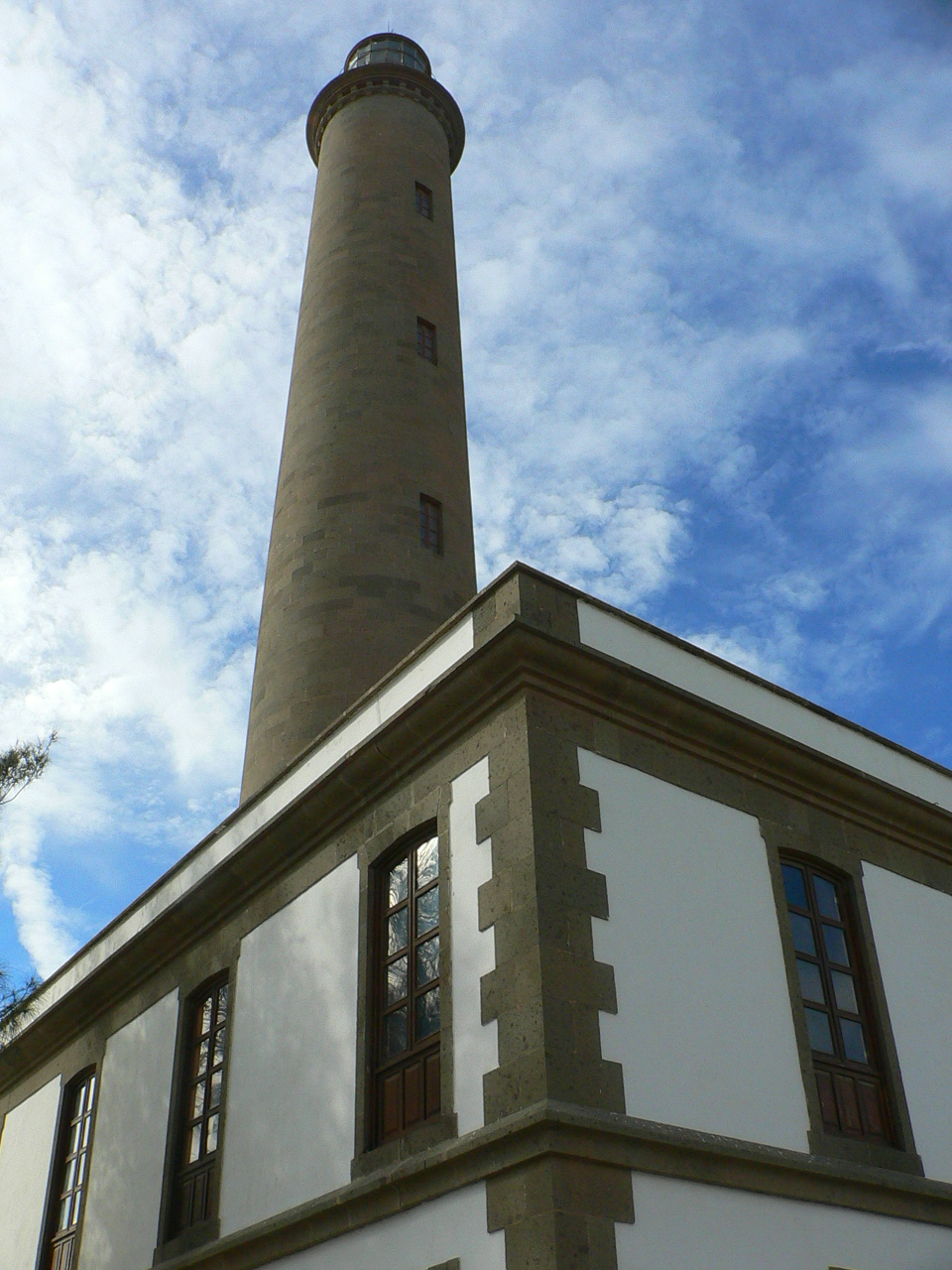
Vista de cerca.
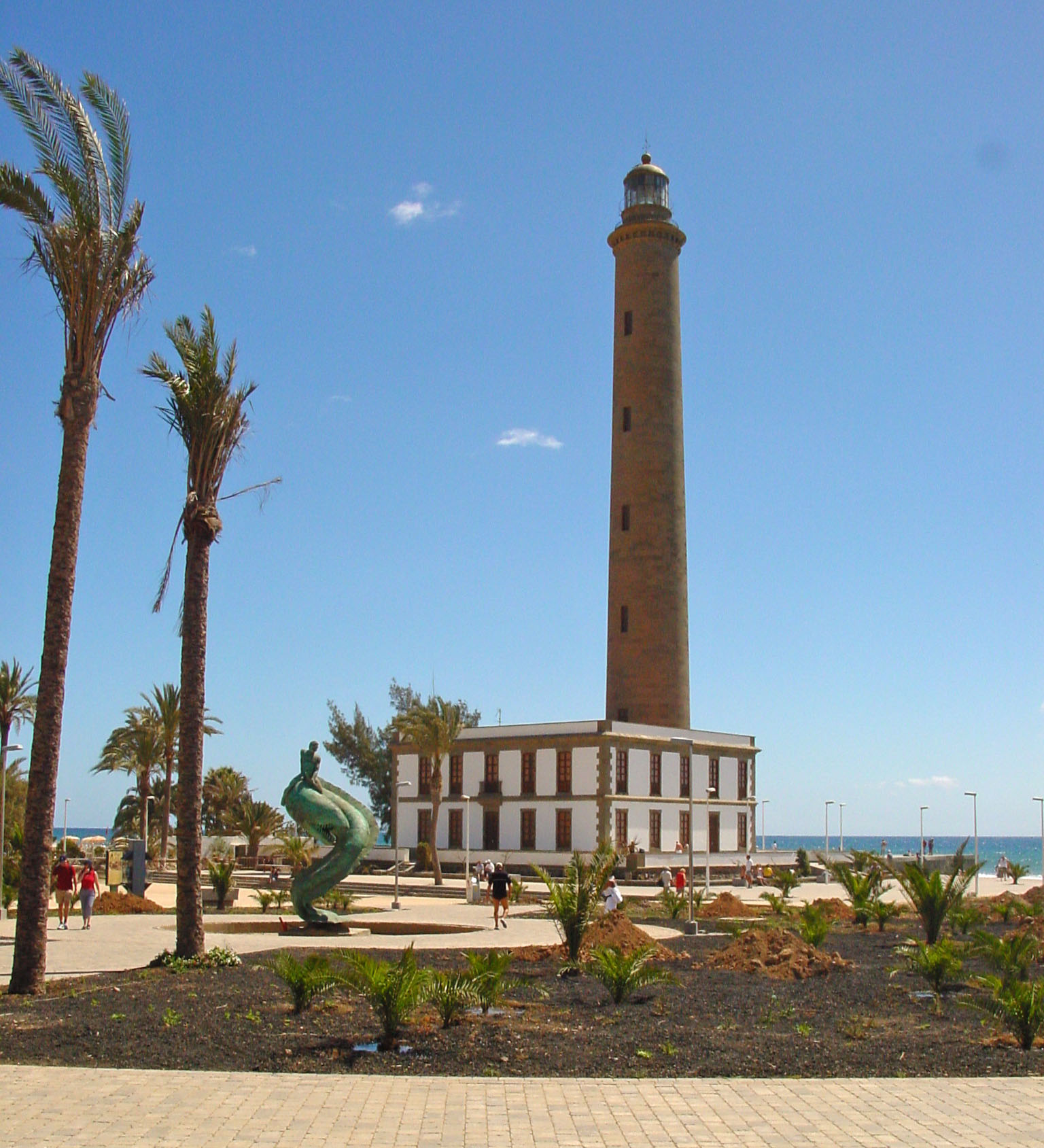
Vista general desde el bulevar.
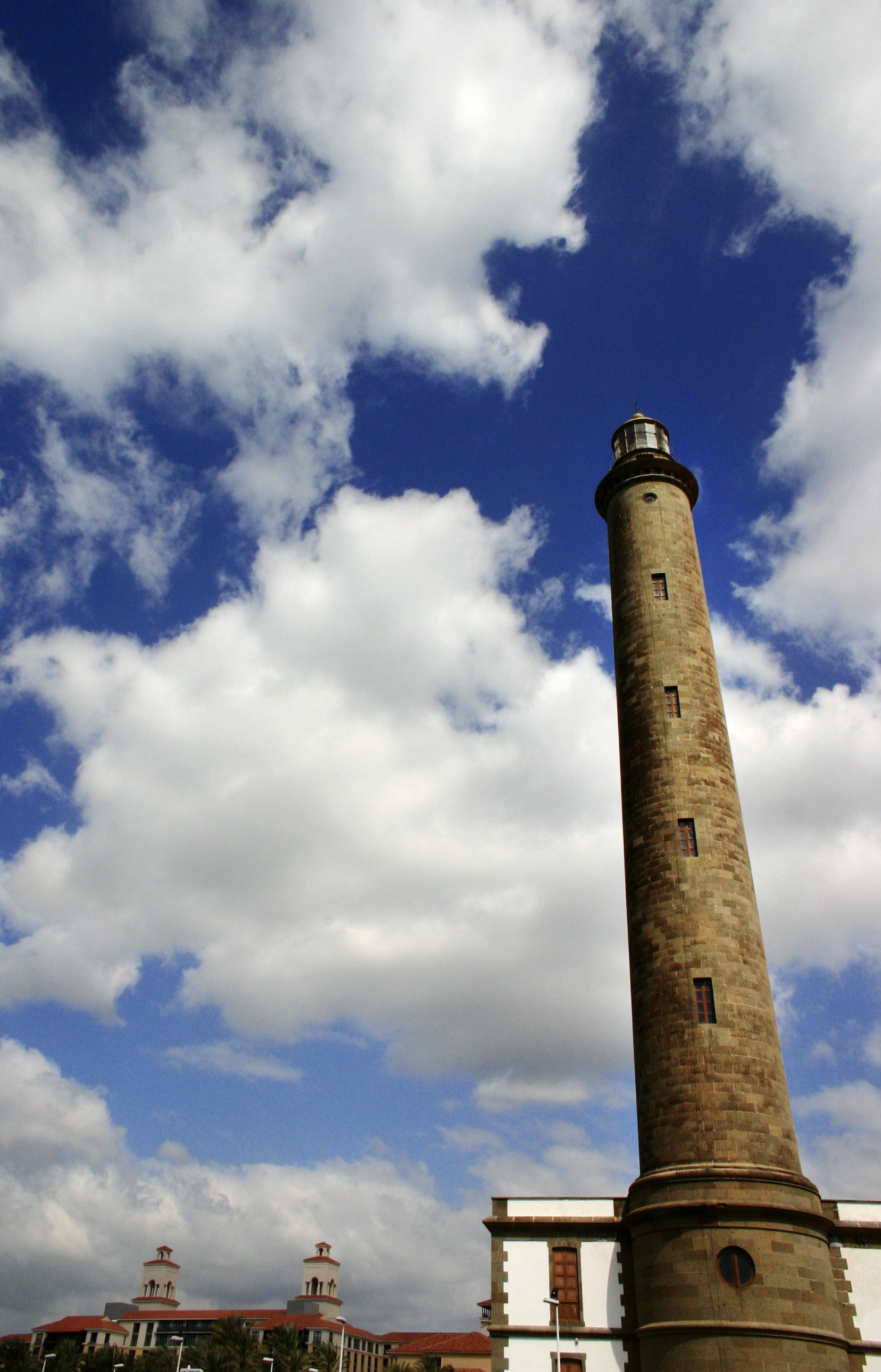
Vista desde el embarcadero.
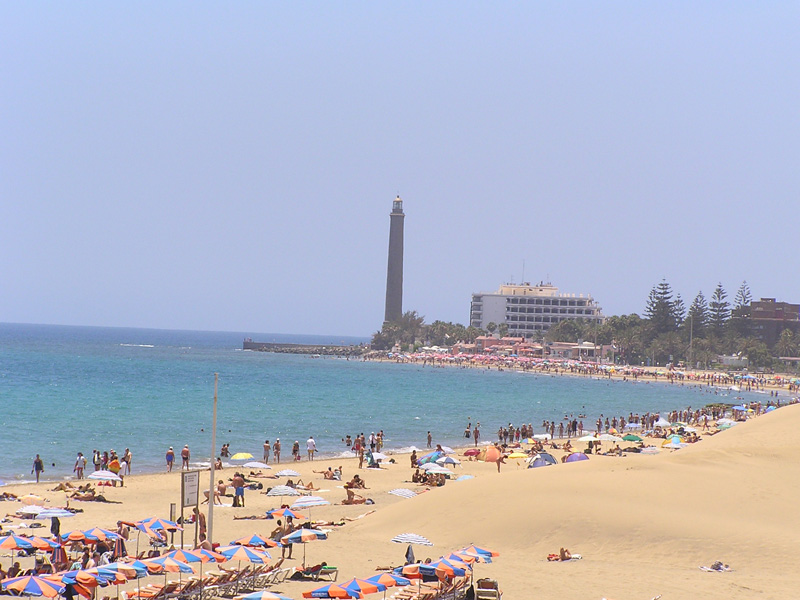
Vista general desde la playa.
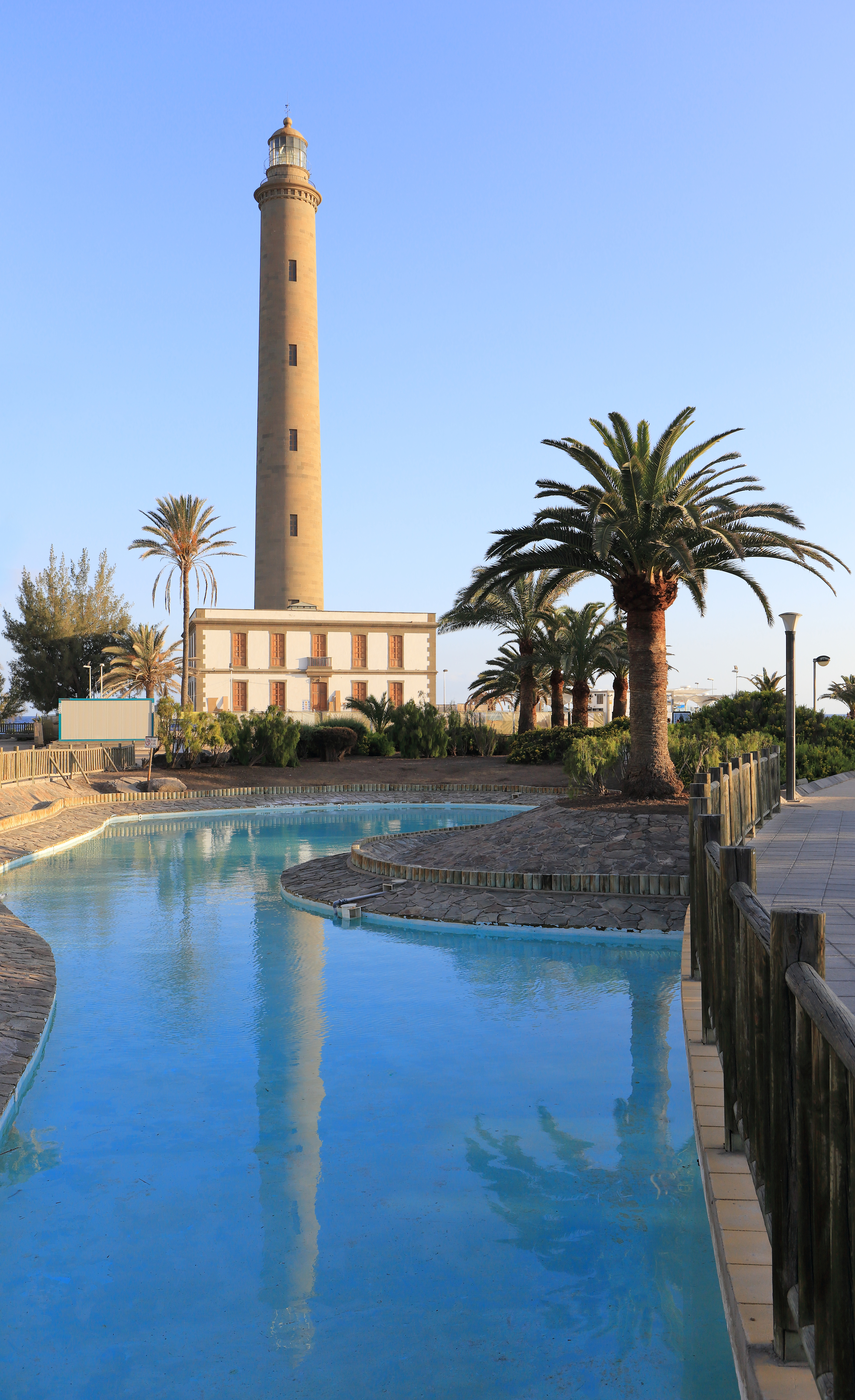
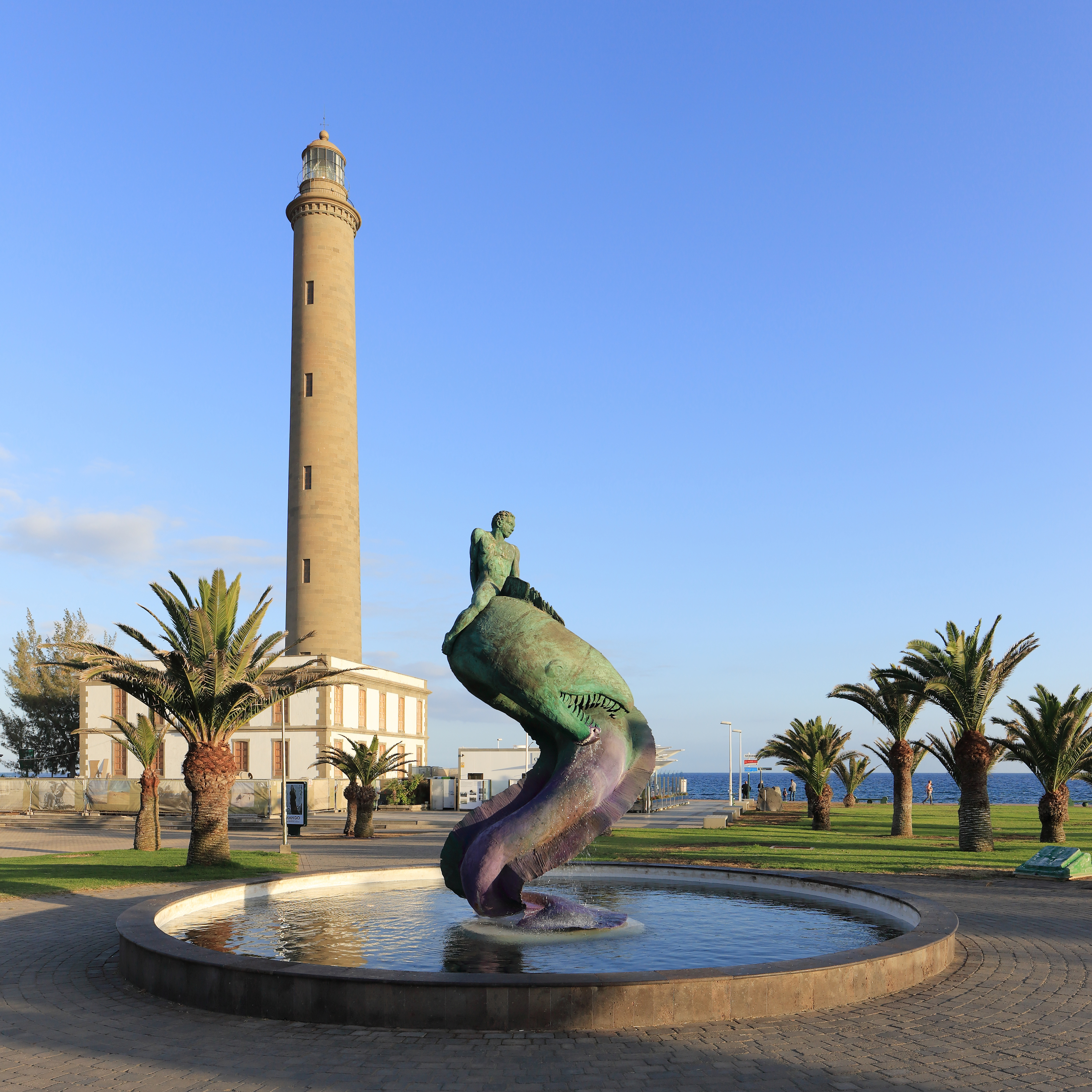
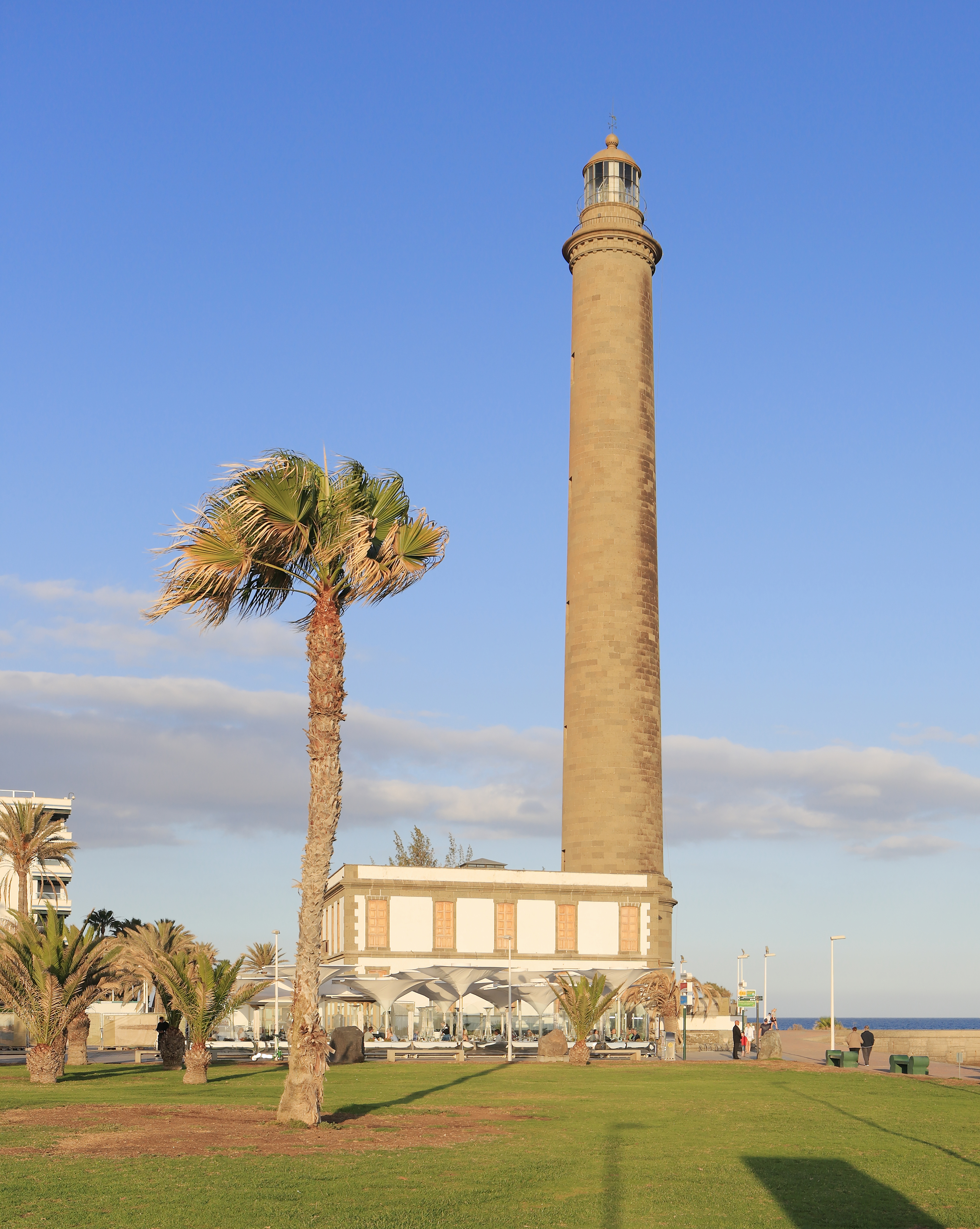
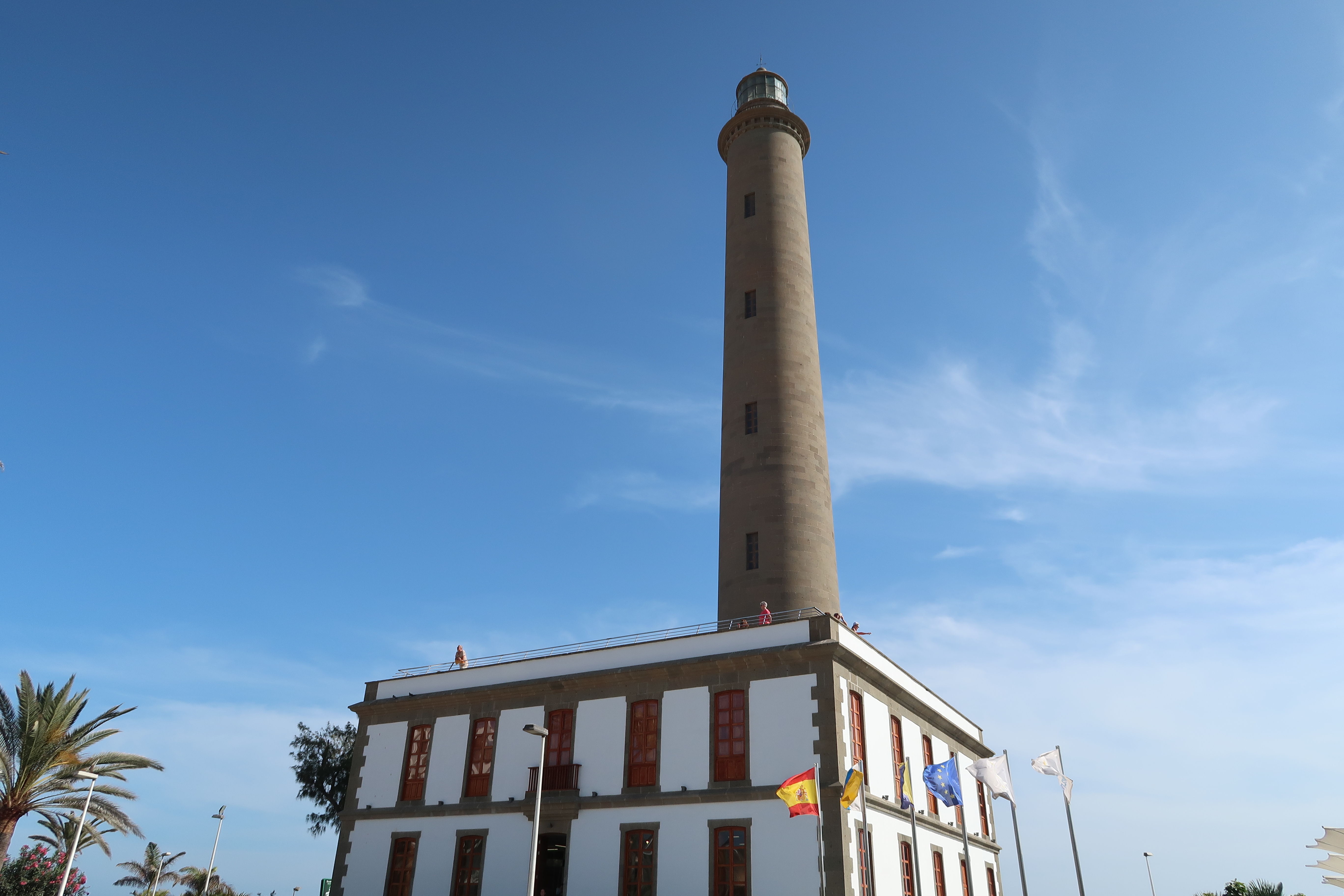
Faro de Maspalomas abierto al público